# Draaiorgel de Klok van Möhlmann
Draaiorgel de Klok van Möhlmann is een Nederlands straat-mortierorgel dat in 1927 werd gebouwd. 

## Levensloop

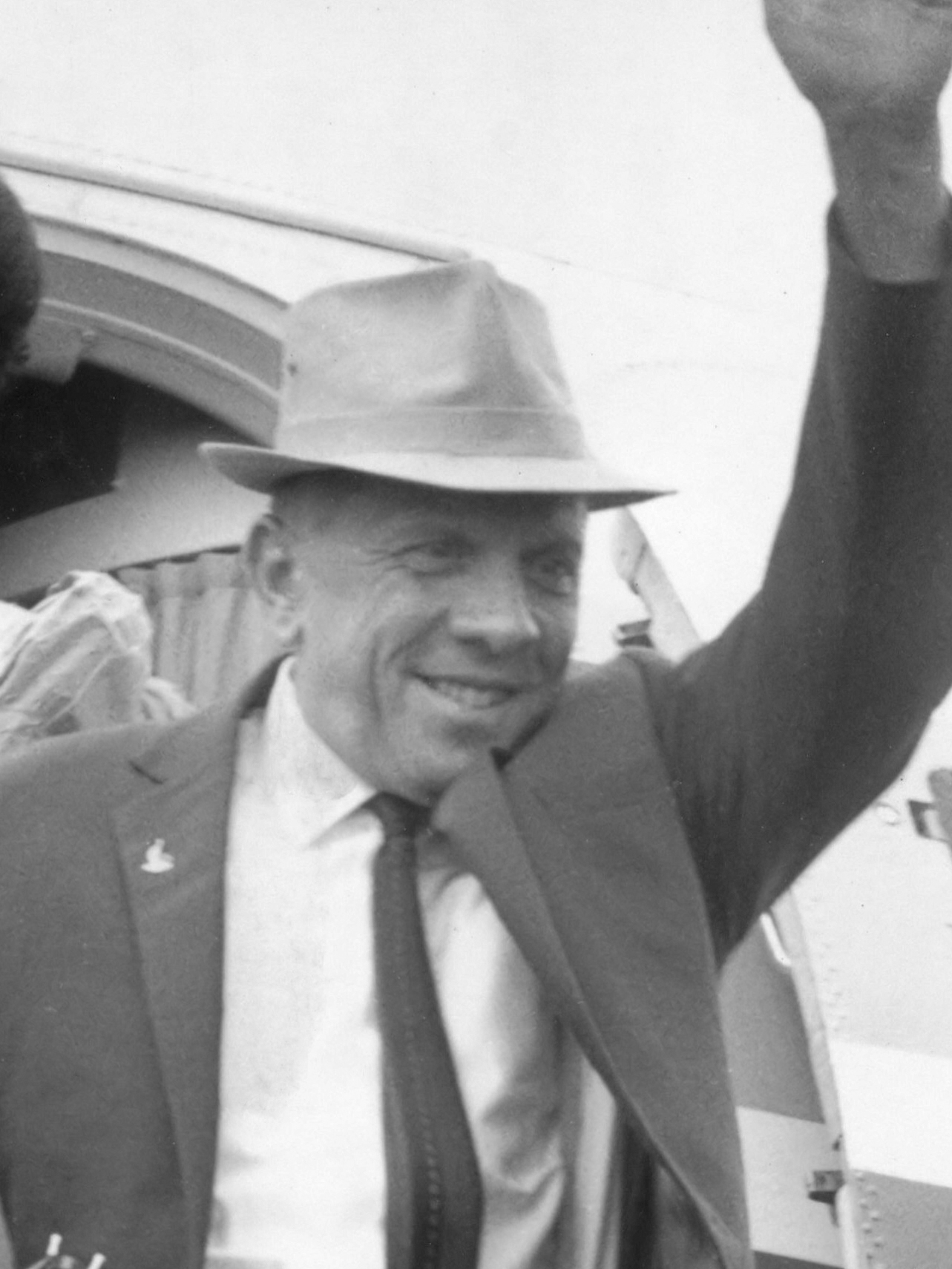
Henk Möhlmann (1964)

Het orgel werd in 1927 gebouwd/geleverd door Carl Frei en is een straat-mortierorgel, als extra muzikale attractie was er een koperen buisklok in gebouwd. In 1952 werd het door de Amsterdamse eigenaar/verhuurder Henk Möhlmann gerestaureerd en van drie bewegende orgelbeelden voorzien.
Möhlmann maakte verre reizen met het orgel. Zo is hij ermee in 1952 bij de Jan van Riebeeckherdenking in Kaapstad geweest.
Ook maakte hij in 1964 met het orgel  een  goodwillreis naar het Caribisch gebied voor de Nederlandse fabrikant Philips. Dit concern verlangde daarom, dat het orgel tijdens deze contract periode de naam Draadereniorgel Philipine zou dragen.
In 1970 is draaiorgel 'De Klok' te bewonderen in de succesfilm 'Ein Hertz geht auf reisen' waarin Heintje Simons de hoofdrol speelt. De film is zo succesvol en Hein Simons ontvangt hiervoor een Goldene Leinwand de hoogste Duitse filmprijs. Ook eigenaar Möhlmann is op 1:07 even in beeld wanneer hij een kwartje in het mansbakje legt.

## Export naar Australië
In januari 1976 vertrok het orgel naar Australië. Möhlmann verkocht het aan mevr. Verolme, voorzitter van een vereniging van Australische Nederlanders in Adelaide. In de jaren 90 werd het eigendom van Craig Robson in Sydney en daarmee onderdeel van zijn collectie mechanische muziekinstrumenten. Het orgel maakt tot op heden deel uit van deze verzameling, maar speelt niet meer naar behoren.

## Een soortgelijk zusterorgel in Nederland
Sinds 2008 is het orgel De Klok van Neleman (dat lange tijd De Zwerver heette) weer in goede conditie gebracht en is in handen van Paul Smits uit Tienhoven. Ook dit orgel werd in 1927 door de firma Mortier in Antwerpen gebouwd en kan qua klank en uiterlijk als zusterorgel van de Klok van Möhlmann worden beschouwd. In tegenstelling tot laatstgenoemd orgel heeft de Klok van de heer Smits geen register Cello.